# Kwas magiczny
Kwas magiczny – mieszanina pentafluorku antymonu (SbF5) i kwasu fluorosulfonowego (HSO3F), zaliczana do superkwasów. Jest ok. 1013 razy mocniejszy od 100% kwasu siarkowego, H2SO4. W temperaturze pokojowej ma moc w skali Hammetta od -23 do -26,5 w zależności od stężenia  HSO3F w mieszaninie. Ten układ superkwasowy został wytworzony po raz pierwszy w laboratorium George'a Olaha na Uniwersytecie Ohio w latach 60. XX wieku.
W wyniku reakcji kwasu fluorosulfonowego z pentafluorkiem antymonu powstają jony H2SO3F+, które są odpowiedzialne za tak dużą moc tego kwasu.
Mieszanina ta może  sprotonować alkohole i alkeny generując karbokationy o znacznym stężeniu. Reakcje tego kwasu z alkoholami były dowodem na rzeczywiste istnienie karbokationów. W 140 °C FSO3H-SbF5 przekształca metan w trzeciorzędowy karbokation tert-butylowy:
CH4 + H+ → CH+5
CH+5 → CH+3 + H2↑
CH+3 + 3CH4 → (CH3)3C+ + 3H2↑
Za metodę otrzymywania karbokationów z wykorzystaniem superkwasów George Olah otrzymał w 1994 r. Nagrodę Nobla w dziedzinie chemii.
Nazwa "kwas magiczny" powstała, gdy jeden z asystentów Olaha umieścił w mieszaninie FSO3H-SbF5 świecę, która uległa roztworzeniu, wskazując na zdolność tego superkwasu do protonowania węglowodorów.